# Gostilj (Bośnia i Hercegowina)
Gostilj (cyr. Гостиљ) – wieś w Bośni i Hercegowinie, w Republice Serbskiej, w gminie Srebrenica. W 2013 roku liczyła 461 mieszkańców.